# 小行星594913
小行星594913愛洛查赫妮姆（ꞌAylóꞌchaxnim），臨時名稱2020 AV2，在發現之前非正式地命名為瓦提拉（Vatira），是茲威基瞬態設施於2020年1月4日發現的一顆大型近地小行星。它是第一顆被發現軌道完全位於金星軌道內的小行星，也是目前已知的唯一一顆阿提拉型愛洛查赫妮姆群小行星。。在所有小行星中，愛洛查赫妮姆擁有已知最小的遠日點和已知第三小的半長軸。這顆小行星的絕對星等約為16.2等，預計直徑將大於1 km。

## 發現
愛洛查赫妮姆由天文學家Bryce Bolin、弗蘭克·馬斯基（英語：Frank Masci）和葉泉志於2020年1月4日在帕洛馬天文台進行的茲威基瞬態設施（ZTF）調查時發現。這一發現是利用帕洛瑪天文台1.22米塞繆爾·奧欽望遠鏡上的寬視場ZTF相機探測地球內側小行星運動的一部分。由於這些物體靠近太陽，因此很難檢測到它們：金星軌道內的小行星與太陽的距角（離日度）從未達到大於47度，這意味著它們只有在太陽位於地球地平線下方的曙暮光期間才能觀測到。正因為如此，金星內側的小行星只能在短時間內被觀測到，因此使用ZTF相機是因為它可以有效地探測轉瞬即逝的物體。
在發現時，愛洛查赫妮姆位於寶瓶座，視星等大約 18。天文學家Bryce Bolin報告了愛洛查赫妮姆的發現，隨後於2020年1月4日被列入小行星中心的近地天體確認頁面（NEOCP）。隨後，在各個天文台進行了後續觀測，以根據小行星在軌道上的運動確定其軌道。小行星中心於2020年1月8日發佈的小行星電子通告正式宣佈了這顆小行星的發現。後續，帕洛馬天文台和星明天文台於2020年11月進行了後續觀測，將愛洛查赫妮姆的不確定性參數降至5。

## 命名
一經發現，這顆小行星的內部名稱為ZTF09k5。 在後續觀測充分確定其軌道後，小行星中心（MPC）於2020年1月8日授予其臨時名稱2020 AV2。在其軌道被確定到足够的精度後，MPC於2021年9月20日賦予其永久編號594913（M.P.C. 135125）。其名稱愛洛查赫妮姆（ꞌAylóꞌchaxnim）於2021年11月8日獲得批准，在南加州的土著路易塞尼奧語中的意思是「金星女孩」。這個名字是為了紀念這一發現的位置（帕洛馬山，位於祖傳的路易塞尼奧部族土地上），以及愛洛查赫妮姆是第一顆完全在金星軌道內運行的小行星。作為非正式命名的瓦提拉型的原型，其名稱預期將用於指示這一新確認的族群。

## 軌道和分類

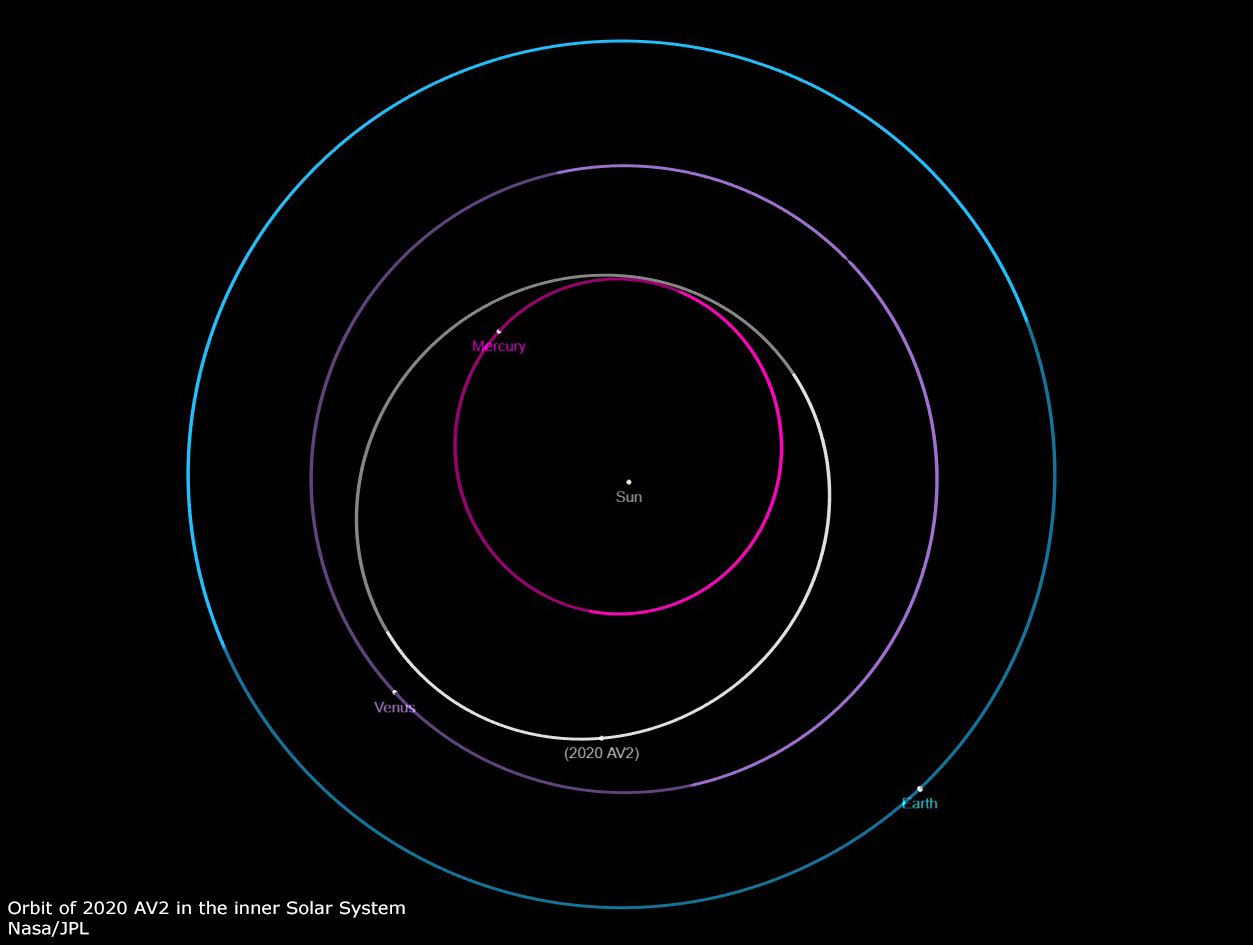
從黃道極看的愛洛查赫妮姆軌道圖。

愛洛查赫妮姆是已知的唯一一顆軌道完全位於金星軌道內的小行星。在遠日點距離約為0.654天文單位（AU）的情况下，它擁有所有小行星中已知最小的遠日點。相比之下，金星與太陽的平均軌道距離為0.723天文單位，近日點距離為0.718天文單位。因為它的軌道在地球的軌道內，愛洛查赫妮姆被小行星中心正式歸類為阿提拉型小行星。然而，與之前已知的阿提拉小行星不同，愛洛查赫妮姆的軌道包含在金星的軌道內側，因此，它屬於擬議的瓦提拉型小行星（英語：Vatira asteroid）類別：阿提拉型小行星的一個子類，遠日點距離小於金星的近日點距離（因此得名：「金星」英文名「Venus」的頭字母「V」再加上「阿提拉」「Atira」的混成詞）儘管這顆小行星與地球的最小軌道交點距離為0.346 AU（51.8 × 106 km），愛洛查赫妮姆根據阿提拉型的分類法，從技術上講仍被歸類為近地天體。
愛洛查赫妮姆的軌道的不確定性參數很好地保證了為2。這顆小行星繞太陽運行的週期約151天（0.41年），半長軸約為0.5554天文單位。 2020 AV2與金星的軌道接近3:2平均運動軌道共振，這意味著，對於金星每完成兩次的軌道，愛洛查赫妮姆大約完成三次軌道。愛洛查赫妮姆的軌道有著適度的偏心，因為它在近日點距離太陽只有0.457天文單位，就在水星的遠日點距離0.467天文單位之內。愛洛查赫妮姆的軌道也適度地向黃道傾斜大約15.9度。愛洛查赫妮姆與典型的瓦提拉型小行星的普遍預期值相比，其軌道離心率和傾角較小，後者的離心率約為0.4，傾角約為25度。這顆小行星與水星和金星的最小軌道交點距離分別約為0.066 AU（9.9×106 km）和0.079 AU（11.8×106 km）。
愛洛查赫妮姆大致與所有小行星中已知軌道週期和半長軸第二小的小行星 2019 LF6並列，然而2019 LF6具有稍小的半長軸（0.5553AU）。在這種情況下，愛洛查赫妮姆擁有所有小行星中已知的第三小的半長軸。

### 軌道動力學
愛洛查赫妮姆很可能起源於主小行星帶，在那裡它的軌道被鎖定在長期共振中，導致它的軌道離心率隨著時間的推移逐漸增加，演變成穿越地球的軌道。隨後與地球、金星和水星的近距離相遇導致了小行星軌道的引力攝動，降低了其動量，使其軌道更靠近太陽。這種向內的軌道遷移被認為是罕見的。由於金星和水星的頻繁引力攝動，過渡到瓦提拉地區的近地小行星通常具有不穩定的短期軌道。愛洛查赫妮姆很少穿過水星和金星的軌道，這减少了與這兩顆行星近距離接觸的次數，否則會干擾愛洛查赫妮姆的軌道。儘管如此，它的軌道很可能只在不到一百萬年的時間內保持穩定，除非它與金星處於（或很快進入）附近3:2的平均運動共振，這可能會將其穩定性延長到幾百萬年。
對愛洛查赫妮姆軌道的動力學建模表明，其軌道演化最有可能的情况是，在引力攝動導致小行星最終與一顆行星，很可能是金星碰撞之前，愛洛查赫妮姆的軌道將振盪數百萬年。從現在起，在14萬年後，愛洛查赫妮姆由於古在共振和引力攝動的共同作用，遠日點距離將超過金星的近日點距離。在瓦提拉地區，古在共振導致小行星的軌道傾角和偏心度在數百萬年內振盪。因此，隨著時間的推移，瓦提拉型小行星可以成為阿提拉型小行星，反之亦然，並且可以在這些軌道振盪期間穿過水星和金星的軌道。儘管古在共振會導致一些未受干擾的瓦提拉型小行星的軌道穩定性，它也經常會擾亂瓦提拉型小行星的軌道。從現在起，大約120萬年後，愛洛查赫妮姆將離開瓦提拉地區並過渡到水星穿越軌道，其近日點圍繞水星的遠日點距離振盪，然後在大約210萬年後與水星軌道脫鉤。
在脫離水星軌道後，愛洛查赫妮姆將呈現在阿提拉型軌道之間振盪（Q < 0.983 AU）和穿越地球軌道的阿登型軌道（Q > 0.983 AU）之間振盪，也就是小行星的遠日點圍繞地球的近日點距離0.983 AU振盪。儘管水星和金星的引力攝動將使其在與任何一顆行星碰撞之前再次散射到穿越地球的軌道上，再大約74萬年後，愛洛查赫妮姆很可能會返回其穿越水星的軌道。在大約410萬年後，愛洛查赫妮姆很可能與金星相撞。
茨維基瞬態設施調查的觀測選擇效應建模顯示，根據當前的近地天體模型，它探測到愛洛查赫妮姆的可能性很小。探測的低概率可能意味著太陽系內部，如水星軌道內，有更多的愛洛查赫妮姆小行星來源。

## 物理特性
估計愛洛查赫妮姆具有大約16.2的絕對星等 (H)。愛洛查赫妮姆的直徑估計大於1 km（0.62 mi）。假設反照率在0.25到0.05之間，它的直徑應該分別在1–3 km。近地小行星種群模型預測，至少有一顆這樣大小的小行星的軌道在金星軌道內，暗示著愛洛查赫妮姆可能是瓦提拉型中最大的成員之一。
穆查丘斯羅克天文台在2020年的可見和近紅外光譜，愛洛查赫妮姆表面呈紅色，表明富含橄欖石。基於1 μm吸收特色， 其屬於S-型小行星的特徵。愛洛查赫妮姆表面橄欖石的豐度表明，它可能是一顆由大型內部分化天體的岩石地函碎片形成的地函小行星。愛洛查赫妮姆光譜中的吸收特徵似乎介於S型和A型光譜類別之間，因此被歸類為Sa型小行星。假設S型小行星的平均反照率為0.22，愛洛查赫妮姆的直徑可以約束為近似1.5 km（0.93 mi）。

## 註解
1. ↑  愛洛查赫妮姆在發現時的天球座標系統是21h 24m 49.90s和-06° 08′ 41.8″[1]。參見星座寶瓶座的座標。
2. ↑  名稱源自「晨星」（又意為「隔夜食物」），這反過來又匯出（從）「停留在夜晚至保持在夜間」[16][17]。動詞中的聲門塞音 自動發生（重音母音後的「ch」變為「ꞌch」）並且不是正常寫入的（Elliot 1999: 15）。

## 外部連結
- 2020 AV2, the first intervenusian asteroid ever discovered （页面存档备份，存于）, Gianluca Masi, The Virtual Telescope Project 2.0, 9 Jan 2020
- Meet 2020 AV2, the first asteroid found that stays inside Venus's orbit! （页面存档备份，存于）, by Phil Plait, 10 Jan 2020
- Meet 2020 AV2, the 1st asteroid entirely within the orbit of Venus （页面存档备份，存于）, by Gianluca Masi, 10 Jan 2020
- First asteroid found within Venus's orbit could be a clue to missing 'mantle' asteroids （页面存档备份，存于）, Nola Redd, Science, 1 July 2020
- 小行星594913 at NeoDyS-2, Near Earth Objects—Dynamic Site
  - Ephemeris · Obs prediction · Orbital info · MOID · Proper elements · Obs info · Physical info · NEOCC
- NASA JPL小天體瀏覽器上的小行星594913